# Flodsjöarna, Dalarna
Flodsjöarna är en sjö i Rättviks kommun i Dalarna och ingår i Dalälvens huvudavrinningsområde. Sjön har en area på 0,119 kvadratkilometer och ligger 267,3 meter över havet. Sjön avvattnas av vattendraget Djurån.

## Delavrinningsområde
Flodsjöarna ingår i det delavrinningsområde (679944-146430) som SMHI kallar för Inloppet i Flodsjöarna. Medelhöjden är 275 meter över havet och ytan är 0,68 kvadratkilometer. Räknas de 2 avrinningsområdena uppströms in blir den ackumulerade arean 26,85 kvadratkilometer. Djurån som avvattnar avrinningsområdet har biflödesordning 3, vilket innebär att vattnet flödar genom totalt 3 vattendrag innan det når havet efter 387 kilometer. Avrinningsområdet består mestadels av skog (50 procent). Avrinningsområdet har 0,11 kvadratkilometer vattenytor vilket ger det en sjöprocent på 16,7 procent.